# Dichelostemma ida-maia
Dichelostemma ida-maia là một loài thực vật có hoa trong họ Măng tây. Loài này được (Alph.Wood) Greene mô tả khoa học đầu tiên năm 1894.

## Hình ảnh

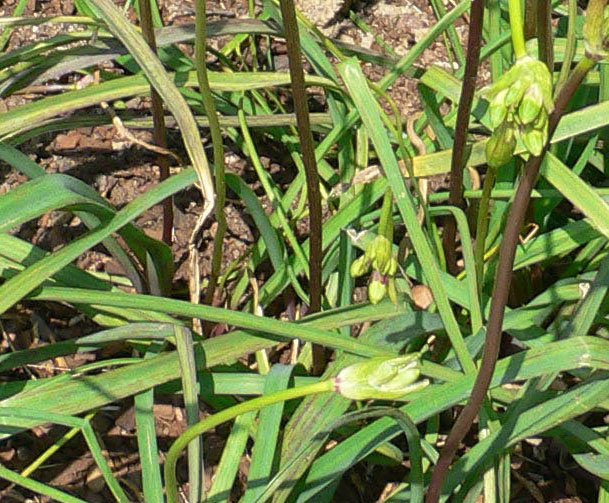
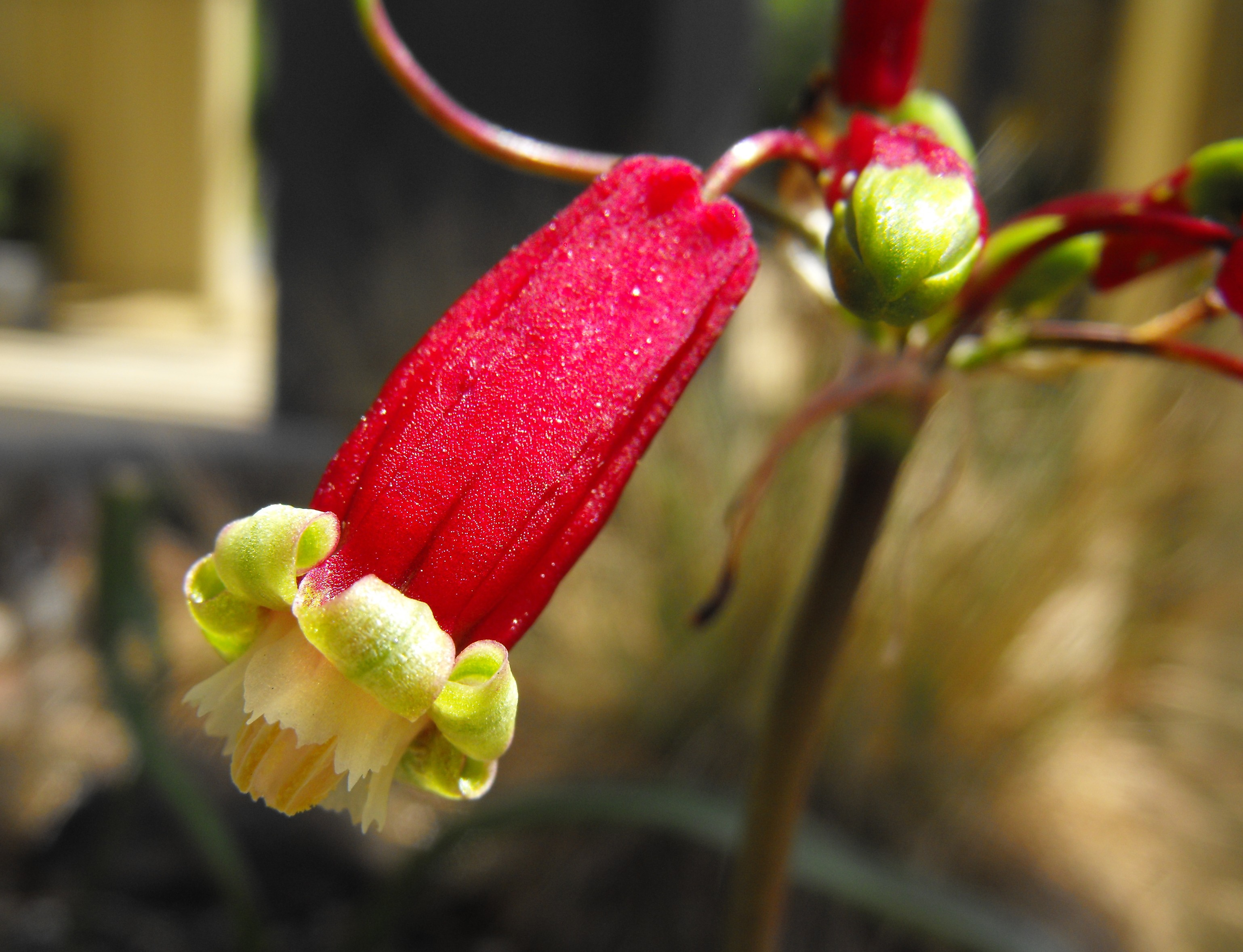